# Ерик Милър
Ерик Милър е американски хаус диджей, продуцент и автор на ремикси. Известен е с артистичното име Е-Смуув и с псевдонима Thick Dick.
Роденият в Чикаго музикант работи през годините с музиканти като Стив Хърли и Маурис Джошуа. С песента Deja vu достига до 16-о място в раздела за денс музика и клубно звучене през 1998 г. Отново се изкачва в класациите през 2002 г., когато песента Insatible извоюва челното место и той я издава с псевдонима Thick Dick. Тези 2 песни са с вокалите на Латанза Уотърс.